# Felice Cornicola
Felice Cornicola var regent i Venedig, hypatus (Byzantinsk konsul) i 738 og magister militum.